# Premiações do World Rugby
A cerimônia de premiação do World Rugby (World Rugby Arwards) é realizada anualmente em alguma cidade do mundo.

## Histórico

### 2001 IRB Awards winners, Londres, Inglaterra
- IRB Player of the Year, in assoc. with Heineken:  Keith Wood
- IRB Team of the Year:  Austrália
- IRB Coach of the Year:  Rod Macqueen
- IRB Young Player of the Year:  Gavin Henson
- IRB Women's Player of the Year:  Shelley Rae
- Referee Award for Distinguished Service: Ed Morrison
- Spirit of Rugby Award:  Tim Grandadge
- Chairman's Awards: Kath McLean, Sir Terry McLean, Albert Farasse, John Eales
- Development Awards: Uruguay; Jorge Brasceras.
- IRB Distinguished Service Award:  Tom Kiernan

### 2002 IRB Awards winners, Londres, Inglaterra
- IRB Player of the Year, in assoc. with Heineken:  Fabien Galthié
- IRB Sevens Team of the Year:  New Zealand
- IRB Coach of the Year:  Bernard Laporte
- IRB Team of the Year:  França
- IRB U19 Player of the Year:  Luke McAlister
- U21 Player of the Year, in assoc. with Waterford:  Pat Barnard
- IRB Women's Player of the Year:  Monique Hirovanaa
- IRB Referee Award for Distinguished Service: Colin Hawke
- IRB Development Award: John Broadfoot
- IRB Distinguished Services Award: Allan Hosie
- Chairman's Awards: Bill Mclaren, George Pippos (posthumously)
- IRB Spirit of Rugby Award: Old Christians Rugby Club

### 2003 IRB Awards winners, Sydney, Austrália
- IRB Player of the Year in assoc. with Heineken:  Jonny Wilkinson
- IRB Team of the Year:  Inglaterra
- IRB Coach of the Year:  Clive Woodward
- IRB U19 Player of the Year:  Jean Baptiste Payras
- IRB U21 Player of the Year in assoc. with Waterford Crystal:  Ben Atiga
- IRB Sevens Team of the Year:  New Zealand
- Spirit of Rugby Award: Michael & Linda Collinson
- IRB Award for Distinguished Service: Bob Stuart
- IRB Referee Distinguished Service Award: Derek Bevan
- IRB Women's Personality of the Year: Kathy Flores
- IRB Development Award: Tan Theany & Philippe Monnin
- IRB Chairman's Award: Vernon Pugh

### 2004 IRB Awards winners, Londres, Inglaterra
- IRB International Player of the Year:  Schalk Burger
- IRB International Team of the Year, in association with Sodexho:  África do Sul
- IRB International Coach of the Year:  Jake White
- IRB International U19 Player of the Year:  Jeremy Thrush
- IRB International U21 Player of the Year in association with Waterford Crystal:  Jerome Kaino
- IRB International Sevens Team of the Year:  New Zealand
- IRB International Sevens Player of the Year:  Simon Amor
- Spirit of Rugby Award: Jarrod Cunnningham
- Vernon Pugh Award for Distinguished Service: Ronnie Dawson
- IRB Referee Award for Distinguished Service: Jim Fleming
- IRB International Women's Personality of the Year: Donna Kennedy
- IRB Development Award: Guedel Ndiaye
- IRB Chairman's Award: Marcel Martin

### 2005 IRB Awards winners, Paris, França
- IRB International Player of the Year:  Daniel Carter
- IRB International Team of the Year:  Nova Zelândia
- IRB International Coach of the Year:  Graham Henry
- IRB International U19 Player of the Year:  Isaia Toeava
- IRB International U21 Player of the Year:  Tatafu Polota-Nau
- IRB International Sevens Team of the Year:  Fiji
- IRB International Sevens Player of the Year:  Orene Ai'i
- Spirit of Rugby Award: Jean Pierre Rives
- Vernon Pugh Award for Distinguished Service: Peter Crittle
- IRB Referee Award for Distinguished Service: Paddy O'Brien
- IRB International Women's Personality of the Year: Farah Palmer
- IRB Development Award: Robert Antonin
- IRB Chairman's Award: Sir Tasker Watkins V.C., G.B.E, D.L

### 2006 IRB Awards winners, Glasgow, Escócia
- IRB International Player of the Year:  Richie McCaw
- IRB International Team of the Year:  Nova Zelândia
- IRB International Coach of the Year:  Graham Henry
- IRB International U19 Player of the Year:  Josh Holmes
- IRB International U21 Player of the Year:  Lionel Beauxis
- IRB International Sevens Team of the Year:  Fiji
- IRB International Sevens Player of the Year:  Uale Mai
- Spirit of Rugby Award: Polly Miller
- Vernon Pugh Award for Distinguished Service: Brian Lochore
- IRB Referee Award for Distinguished Service: Peter Marshall
- IRB International Women's Personality of the Year: Margaret Alphonsi
- IRB Development Award: Mike Luke
- IRB Hall of Fame inductees: William Webb Ellis and Rugby School

## 2007
- IRB International Player of the Year: Bryan Habana,
- IRB International Team of the Year:
- IRB International Coach of the Year: Jake White,
- IRB International U19 Player of the Year: Robert Fruean,
- IRB International Sevens Player of the Year: Afeleke Pelenise,
- IRB Sevens Team of the Year:
- IRB Women's Personality of the Year: Sarah Corrigan, referee,  Australia
- IRB Referee Award for Distinguished Service: Dick Byres, retired,  Australia
- Vernon Pugh Award for Distinguished Service: José María Epalza,
- Spirit of Rugby Award: Nicolas Pueta,
- IRPA Try of the Year: Takudzwa Ngwenya,
- IRPA Special Merit Award: Fabien Pelous,
- IRB Development Award: Jacob Thompson,  Jamaica
- IRB Hall of Fame inductees:
  - Pierre de Coubertin, 
  - Wilson Whineray, 
  - Danie Craven,  South Africa
  - Gareth Edwards, 
  - John Eales,

## 2008
- IRB International Player of the Year: Shane Williams,
- IRB International Team of the Year:
- IRB International Coach of the Year: Graham Henry,
- IRB Junior Player of the Year: Luke Braid,
- IRB International Sevens Player of the Year: DJ Forbes,
- IRB Spirit of Rugby Award: Roelien Muller and Patrick Cotter
- IRB Referee Award for Distinguished Service: Andre Watson
- IRB International Women's Personality of the Year: Carol Isherwood
- IRPA Special Merit Award: Agustín Pichot
- IRB Development Award: TAG Rugby Development Trust and Martin Hansford
- IRPA Try of the Year: Brian O'Driscoll (Ireland)

## 2009
- IRB International Player of the Year: Richie McCaw
- IRB International Team of the Year:
- IRB International Coach of the Year: Declan Kidney (Ireland)
- IRB Junior Player of the Year: Aaron Cruden
- IRB International Sevens Player of the Year: Ollie Phillips
- IRB Spirit of Rugby Award: L'Aquila Rugby
- IRB Referee Award for Distinguished Service: to be awarded
- IRB International Women's Personality of the Year: Debby Hodgkinson
- IRPA Special Merit Award: Kevin Mac Clancy
- IRB Development Award: to be awarded
- IRPA Try of the Year: Jaque Fourie

## 2010
- IRB International Player of the Year: Richie McCaw
- IRB International Team of the Year:
- IRB International Coach of the Year: Graham Henry
- IRB Junior Player of the Year: Julian Savea
- IRB International Sevens Player of the Year: Mikaele Pesamino
- Vernon Pugh Award for Distinguished Service: Jean-Claude Baqué
- IRB Spirit of Rugby Award: Virreyes RC
- IRB Women's Personality of the Year Carla Hohepa
- IRB Development Award winner Brian O'Shea
- IRB Referee Award for Distinguished Service Colin High
- IRPA Try of the Year: Chris Ashton

## 2011
- IRB International Player of the Year: Thierry Dusautoir
- IRB International Team of the Year:
- IRB International Coach of the Year: Graham Henry
- IRB Junior Player of the Year: George Ford
- IRB International Sevens Player of the Year: Cecil Afrika
- Vernon Pugh Award for Distinguished Service: Jock Hobbs
- IRB Spirit of Rugby Award: Wooden Spoon Society
- IRB Women's Personality of the Year: Ruth Mitchell
- IRB Development Award winner: Rookie Rugby
- IRB Referee Award for Distinguished Service: Keith Lawrence
- IRPA Special Merit Award: George Smith
- IRPA Try of the Year: Radike Samo
- IRB Hall of Fame inductees:
  - Roger Vanderfield 
  - Richard Littlejohn 
  - Nicholas Shehadie 
  - John Kendall-Carpenter 
  - David Kirk 
  - Nick Farr-Jones 
  - Francois Pienaar 
  - Martin Johnson 
  - John Smit 
  - Brian Lochore 
  - Bob Dwyer 
  - Kitch Christie 
  - Rod Macqueen 
  - Clive Woodward 
  - Jake White 
  - Gareth Rees 
  - Agustín Pichot 
  - Brian Lima 
  - Jonah Lomu

## 2012
- IRB International Player of the Year: Dan Carter
- IRB International Team of the Year:
- IRB International Coach of the Year: Steve Hansen
- IRB International Sevens Player of the Year: Tomasi Cama
- IRB Development Award: South African Rugby Union
- IRB Referee Award for Distinguished Service: Paul Dobson
- IRB Junior Player of the Year: Jan Serfontein
- Vernon Pugh Award for Distinguished Service: Viorel Morariu
- IRB Spirit of Rugby Award: Lindsay Hilton
- IRPA Try of the Year: Bryan Habana

## Ver Também
- Rugby
- IRB